# Sjarhej Ljachovič
Sjarhej Pjatrovič Ljachovič (in bielorusso Сяргей Пятровіч Ляховіч?; Vicebsk, 29 maggio 1976) è un ex pugile bielorusso.

## Palmarès

### Mondiali dilettanti
- 1 medaglia:
  - 1 bronzo (Budapest 1997 nei pesi supermassimi)